# Baltazar Maria de Morais Júnior
Baltazar Maria de Morais Júnior (n. 17 iunie 1959) este un fost fotbalist brazilian.

## Statistici
| Brazilia | Brazilia | Brazilia |
| An       | Meciuri  | Goluri   |
| -------- | -------- | -------- |
| 1980     | 1        | 0        |
| 1981     | 2        | 1        |
| 1982     | 0        | 0        |
| 1983     | 0        | 0        |
| 1984     | 0        | 0        |
| 1985     | 0        | 0        |
| 1986     | 0        | 0        |
| 1987     | 0        | 0        |
| 1988     | 0        | 0        |
| 1989     | 3        | 1        |
| Total    | 6        | 2        |